# اموتت
اموتت (به انگلیسی: Emotet) یکی از فعال‌ترین بدافزارهای دهه آخر قرن ۱۴ خورشیدی بوده‌است.

## تاریخچه
در ۲۲۲۴ نخستین نسخه اموتت، که به نام هیودو (به انگلیسی: Heodo) نیز شناخته می‌شود در قالب یک تروجان بانکی، مشتریان برخی مؤسسات مالی در دو کشور آلمان و اتریش را هدف قرار داد. خیلی زود، تکامل‌های مستمر این تروجان، اموتت را در کانون توجه شرکت‌های ضدویروس و نهادهای امنیت فناوری اطلاعات قرار داد. اکنون، سالهاست که اموتت در نقش بدافزاری چندکاره، کاربران را در بیش از ۱۷۰ کشور هدف قرار می‌دهد. اموتت پرانتشارترین بدافزار ژانویه و فوریه ۲۰۲۲ گزارش شده‌است.
اصلی‌ترین روش انتشار اموتت، ایمیل‌های حاوی فیشینگ است.